# NGC 829
NGC 829 est une galaxie spirale barrée située dans la constellation de la Baleine. NGC 829 a été découverte par l'astronome prussien Heinrich d'Arrest en 1865.

## Caractéristiques
Sa vitesse par rapport au fond diffus cosmologique est de 3 819 ± 18 km/s, ce qui correspond à une distance de Hubble de 56,3 ± 4,0 Mpc (∼184 millions d'al).
La classe de luminosité de NGC 829 est III et elle présente
une large raie HI. Selon la base de données Simbad, NGC 829 est une radiogalaxie.

## Groupe de NGC 788
La galaxie NGC 829 fait partie du groupe de NGC 788 qui comprend au moins 5 galaxies. Outre NGC 829 et NGC 788, les 3 autres galaxies du groupe sont IC 183, NGC 830 et NGC 842.